# Panggunguni
Panggunguni is een bestuurslaag in het regentschap Tulungagung van de provincie Oost-Java, Indonesië. Panggunguni telt 1976 inwoners (volkstelling 2010).